# INFORSE-Europe
 (février 2018).
Si vous disposez d'ouvrages ou d'articles de référence ou si vous connaissez des sites web de qualité traitant du thème abordé ici, merci de compléter l'article en donnant les références utiles à sa vérifiabilité et en les liant à la section « Notes et références ».
INFORSE-Europe est un réseau international d'ONG représentant en Europe le mouvement  international INFORSE dont le but est de promouvoir le développement des énergies renouvelables dans le monde.
INFORSE-Europe regroupe 85 ONG environnementales issues de 35 pays européens différents. L'organisation compte notamment 3 membres en France : le Comité de liaison énergies renouvelables (CLER), le Groupe énergies renouvelables, environnement et solidarités (GERES) et Helio International.

## Historique
C'est dans un contexte de prise de conscience écologique que l'INFORSE est établie en 1992, lors du Forum Mondial qui se déroula en parallèle du sommet de la Terre  afin de répondre aux différents enjeux des énergies renouvelables. L'organisation obtient cette même année le statut d'observateur au Conseil économique et social des Nations unies lui permettant de participer aux différentes de la Commission du développement durable des Nations unies et de la CCNUCC (Conférences des Nations unies sur le changement climatique).
Afin de proposer une stratégie régionale de promotion des énergies renouvelables, INFORSE-Europe est établie en 1994 en tant que Secrétariat Général de l'INFORSE. L'organisation est officiellement enregistrée au Danemark en 2002 à Aarhus au Danemark.
INFORSE-Europe collabore étroitement avec l'Union européenne en s'associant à la « Campagne énergie durable pour l'Europe » lancée par la Commission européenne, et à ce titre participe à la Semaine de l'énergie durable qui a lieu chaque année à Bruxelles et dans d'autres villes européennes.
Des séminaires annuels à destination des ONG sur les politiques européennes à Bruxelles sont par ailleurs organisées régulièrement depuis 2002, lorsque INFORSE-Europe a décidé de recentrer son activité sur le renforcement de son réseau par l'information sur les politiques européennes énergétiques.

## Publications
- Sustainable Energy News (SEN) est une newsletter publiée chaque trimestre depuis 1992 sur le thème des énergies renouvelables[4],[5].
- Cours à distance sur les énergies renouvelables : DIERET est un programme d'enseignement à distance en ligne proposée gratuitement aux ONG partenaires de l'INFORSE ou toute personne intéressée par le thème des énergies renouvelables. Ce programme est proposé en anglais, slovaque et russe.
- Rapports sur le changement climatique en 2010 pour différents pays : Bulgarie, République tchèque, Estonie, Hongrie, Lettonie, Lituanie, Macédoine, Pologne, Roumanie, Slovaquie, Slovénie[6].
- Recommandations pour l'amélioration de la législation énergétique européenne[7].
- Scénario « Vision 2050 » pour une transition vers 100 % d'énergies renouvelables (en) d'ici 2050. Sont disponibles actuellement un scénario à l'échelle planétaire, un scénario pour l'Union européenne à 27[8] ainsi que des scénarios nationaux pour le Danemark[9], la Lettonie, la Lituanie, la Roumanie, la Slovaquie, la Biélorussie et l'Ukraine[10]. Le membre britannique Centre for Alternative Technology (en) a développé le scénario ZeroCarbonBritain[11].

## Projets coopératifs

### 2010-2012
- Projet de coopération d'ONG dans la zone Baltique[12].
- Low Carbon Societies Network Project[13].

### 2012-2014
- Implication des citoyens dans les énergies renouvelables pour améliorer l'environnement et l'économie locale (ECSE) en Biélorussie[14].
- Les voix du Sud sur le changement climatique[15].

### 2014-2015
- Développement de lignes directrices pour l'organisation d'évènements sur le développement durable[16].